# إبراهيم البركة
إبراهيم البركة (بالإنجليزية: Ibrahim Al-Barakah )‏؛ مواليد 13 سبتمبر 1996 في القصيم، السعودية، هو لاعب كرة قدم سعودي يلعب لنادي البكيرية.

## مسيرة اللاعب
مثل نادي التعاون ونادي المجزل ونادي ضمك ونادي الحزم ونادي الفيحاء ونادي البكيرية .

## روابط خارجية
- إبراهيم البركة على موقع قاعدة بيانات كرة القدم.إي يو (الإنجليزية)
- إبراهيم البركة على موقع Soccerway.com (الإنجليزية)
- إبراهيم البركة على موقع كووورة